# Gustav Trinks
Gustav Eduard Bernhard Trinks (* 29. April 1871 in Joinville; † 10. November 1967 ebenda) war ein deutscher Kaufmann und Fotograf.

## Leben und Wirken
Gustav Trinks wurde am 29. April 1871 in Brasilien geboren. Sein Großvater war einer der Gründer Joinvilles. Er zog mit seinen Eltern 1880 von Brasilien nach Hamburg, wo er eine Schulausbildung erhielt. Von 1896 bis ungefähr 1943 war er Mitinhaber der Fa. Eisenwaren Gebr. Trinks. Seit 1895 gehörte er als ordentliches Mitglied der Gesellschaft zur Förderung der Amateurphotographie an und erlernte bei den Gebrüdern Hofmeister den Gummidruck. Von 1895 bis 1900 sowie 1902 nahm er an den jährlichen Fotografieausstellungen in der Hamburger Kunsthalle teil. 1900 gewann er beim „Allgemeinen Wettbewerb“ den „Preis für Fortschritt“ der Gesellschaft zur Förderung der Amateurfotografie. Trinks fotografierte Natur und Landschaft. Einige seiner Fotografien sind in der Sammlung Juhl im Museum für Kunst und Gewerbe erhalten geblieben.
Ab 1948 lebte Gustav Trinks wieder in Brasilien, wo er am 10. November 1967 verstarb.